# ハレルヤ (レナード・コーエンの曲)
「ハレルヤ」（Hallelujah）は、レナード・コーエンの楽曲である。1984年に発売されたスタジオ・アルバム『哀しみのダンス』に収録された後、同年12月にシングル盤として発売された。

## 概要
愛する相手との出会いと別れといった場面における感情を歌った楽曲であるが、教会で歌われる「賛美歌」のように崇高さを感じさせる「世俗的な賛美歌」のひとつである、とも論考されている。曲調は初期のロックンロールやゴスペルを想起させるものになっている。
本作の歌詞は5年をかけて書かれ、原稿は80節にも渡る。歌詞の中では、旧約聖書「サムエル記」における「ダビデが初代イスラエル王であるサウルに向けて竪琴を演奏した」「月明かりの下で沐浴するバト・シェバに対してダビデがアプローチをかけた」という2つの逸話と、「士師記」における「デリラがサムソンの頭髪を切り落とした」という逸話が語られているが、コーエンは「宗教の曲として書いたわけではない」とコメントしている。
本作のシングル盤が発売された当時はヒットしなかったが、ジョン・ケイルによるカバー・バージョンが発表された後、高い評価を得た。2016年11月7日のコーエンの死後、ビルボード誌が発表した11月26日付の"LyricFind Global"チャートと"LyricFind US"チャートで1位を獲得し、さらに1週間で33000ダウンロードと380万回のストリーミングを記録し、Billboard Hot 100で最高位59位を獲得した。なお、本作がアメリカのシングル・チャートにランクインしたのはこの時が初の事例である。
「ローリング・ストーンの選ぶオールタイム・グレイテスト・ソング500」（2021年版）において74位にランクされている。

## チャート成績
| チャート（1985年 - 2016年）                      | 最高位 |
| ------------------------------------------------ | ------ |
| オーストラリア (ARIA)                            | 59     |
| オーストリア (Ö3 Austria Top 40)                 | 13     |
| カナダ (Canadian Hot 100)                        | 17     |
| チェコ (Singles Digitál Top 100)                 | 65     |
| Finland Download (Suomen virallinen latauslista) | 4      |
| フランス (SNEP)                                  | 1      |
| ドイツ (GfK Entertainment charts)                | 27     |
| アイルランド (IRMA)                              | 55     |
| イタリア (FIMI)                                  | 66     |
| オランダ (Single Top 100)                        | 27     |
| New Zealand Heatseekers (RMNZ)                   | 1      |
| ポルトガル (AFP)                                 | 69     |
| スコットランド (Official Charts Company)         | 30     |
| スロバキア (Singles Digitál Top 100)             | 58     |
| オランダ (Single Top 100)                        | 27     |
| スウェーデン (Sverigetopplistan)                 | 16     |
| スイス (Schweizer Hitparade)                     | 2      |
| UK シングルス (OCC)                              | 36     |
| US Billboard Hot 100                             | 59     |
| US Hot Rock & Alternative Songs (Billboard)      | 20     |

## カバー・バージョン
本作は、今日までに300を超える数のアーティストによってカバーされている。
| アーティスト                                                                               | 発表年 | 収録作品                                                    | 備考 |
| ------------------------------------------------------------------------------------------ | ------ | ----------------------------------------------------------- | --- |
| ボブ・ディラン                                                                             | 1988年 |                                                             | 同年にモントリオールで行なわれたライブで披露。 コーエンの楽曲が他アーティストによってカバーされた初の例でもある。 |
| ジョン・ケイル                                                                             | 1991年 | トリビュート・アルバム『I'm Your Fan』                      | 翌年に発売されたライブ・アルバム『Fragments of a Rainy Season』にはライブ音源が収録されている。                   |
| ジェフ・バックリィ                                                                         | 1994年 | アルバム『Grace』                                           | 2007年5月にシングル・カットされ、全英シングルチャートで最高位2位を獲得を獲得した。                                |
| 柳原幼一郎                                                                                 | 1995年 | アルバム『ドライブ・スルー・アメリカ』                      | 独自に日本語詞をつけてカバー。                                                                                    |
| ルーファス・ウェインライト                                                                 | 2001年 | サウンドトラック集『シュレック オリジナルサウンドトラック』 | 1997年に逝去したジェフ・バックリィへのトリビュート作品 ドリームワークス配給アニメ映画『シュレック』劇中歌。       |
| k.d.ラング                                                                                 | 2004年 | アルバム『Hymns of the 49th Parallel』                      | |
| エスペン・リンド featuring クルト・ニルセン, アレハンドロ・フエンテス and アスキル・ホルム | 2006年 | デジタル・シングル                                          | ヴェーゲー・リスタチャートで1位を獲得。                                                                           |
| アレクサンドラ・バーク                                                                     | 2008年 | シングル                                                    | 2008年12月21日付の全英シングルチャートで1位を記録。                                                               |
| マドンナ                                                                                   | 2018年 |                                                             | 現地時間5月7日に開催されたMETガーラで披露。                                                                       |
| 竹渕慶                                                                                     | 2023年 | EP『Songs for You』                                         | |